# Thee Kian Wie
Thee Kian Wie (chiń. 戴建偉; pinyin Dài Jiànwěi; ur. 20 kwietnia 1935 w Dżakarcie, zm. 8 lutego 2014 tamże) – indonezyjski ekonomista, starszy członek Indonezyjskiego Instytutu Nauk (LIPI). Dziennik „The Jakarta Post” nazwał go „jednym z najbardziej szanowanych indonezyjskich ekonomistów”. Wieloletni wykładowca na Wydziale Ekonomicznym Uniwersytetu Indonezyjskiego.
Urodził się 20 kwietnia 1935 r. w Batawii (dzisiejszej Dżakarcie). W 1959 r. uzyskał stopień doctorandus na Uniwersytecie Indonezyjskim. Magisterium i doktorat (1969) zdobył na Uniwersytecie Wisconsin w Madison. W 2004 r. został wyróżniony doktoratem honorowym Australijskiego Uniwersytetu Narodowego. W 2010 r., z okazji jego 75. urodzin, wyszła publikacja Merajut Sejarah Ekonomi Indonesia: Essays in Honour of Thee Kian Wie 75 Years Birthday.
W 2014 r. doznał upadku w swoim domu. Zmarł 8 lutego w wyniku powikłań spowodowanych odniesionymi obrażeniami. W uznaniu jego wkładu naukowego na łamach czasopisma „Bulletin of Indonesian Economic Studies” opublikowano poświęcony mu artykuł „In Memoriam”.